# Paolo Quinteros
Paolo Quinteros, född 15 januari 1979 i Entre Ríos, Argentina, är en argentinsk idrottare som tog OS-brons i basket 2008 i Peking. Detta var Argentinas andra medalj i herrbasket vid olympiska sommarspelen, efter guldet 2004 i Aten, där Quinteros dock inte deltog.